# Нижние Мочары
Ни́жние Моча́ры (чув. Анат Мучар) — деревня в Ядринском районе Чувашской Республики на левобережье реке Ошмашка. Административный центр Мочарского сельского поселения.

## История
В 19 веке околоток д. Янымова (ныне не существует). Жители — чуваши, до 1866 государственные крестьяне; занимались земледелием, животноводством, бондарными и столярно-токарными промыслами. С 1896 функционировала церковно-приходская школа, в 1920-е гг. — школа 1-й ступени. В начале 20 века действовала ветряная мельница. В 1931 образован колхоз «Победа». В составе Чиганарской, Ядринской, Тораевской волостей Ядринского уезда в 19 веке — 1927, Ядринского р-на — с 1927. Число дворов и жителей: в 1795 — 42 двора; 1858 - 133 муж., 124 жен.; 1897 год — 247 муж., 207 жен.; 1926 год — 111 дворов, 240 муж., 279 жен.; 1939 - 220 муж., 297 жен.; 1979 год — 148 муж., 237 жен.; 2002 год — 130 дворов, 361 чел.: 153 муж., 208 жен.; 2010 год — 124 част. домохозяйства, 327 чел.: 143 муж., 184 жен.

## Население
| 2010 | 2012 |
| ---- | ---- |
| 327  | ↗408 |

Национальный состав: Чуваши, русские.

## Инфраструктура
В посёлке имеется фельдшерско-акушерский пункт, клуб, библиотека, почта и отделение банка, магазин.